# كليمنت موريس
كليمنت موريس (بالفرنسية: Clément Maurice)‏ هو مصور ومخرج فرنسي، ولد في 22 مارس 1853 في Aiguillon, Lot-et-Garonne ‏ في فرنسا، وتوفي في 15 يوليو 1933 في Sanary-sur-Mer ‏ في فرنسا.

## وصلات خارجية
- كليمنت موريس على موقع IMDb (الإنجليزية)
- كليمنت موريس على موقع قاعدة بيانات الفيلم (الإنجليزية)
- كليمنت موريس على موقع كينوبويسك (الروسية)